# Vuelta a España 1977
La Vuelta a España 1977, trentaduesima edizione della corsa, si svolse in diciannove tappe, precedute da un prologo, dal 26 aprile al 15 maggio 1977, per un percorso totale di 2 785 km. Fu vinta dal belga Freddy Maertens che terminò la gara in 78h54'36", davanti a Miguel María Lasa e Klaus-Peter Thaler.
Maertens dominò letteralmente questa edizione, conquistando 13 vittorie di tappa (record in un Grande Giro) e, oltre alla generale, la classifica a punti e sprint; Pedro Torres si aggiudicò invece la classifica scalatori. La Teka si impose nella classifica riservata alle squadre.
Partenza della prima tappa a Dehesa de Campoamor con 70 ciclisti, di cui 54 tagliarono il traguardo di Miranda de Ebro.

## Tappe
| Tappa  | Data      | Percorso                                   | km    | Vincitore di tappa    | Leader cl. generale |
| ------ | --------- | ------------------------------------------ | ----- | --------------------- | ------------------- |
| Prol.  | 26 aprile | Dehesa de Campoamor (cron. individuale)    | 8     | Freddy Maertens       | Freddy Maertens     |
| 1ª     | 27 aprile | Dehesa de Campoamor > La Manga             | 115   | Freddy Maertens       | Freddy Maertens     |
| 2ª     | 28 aprile | La Manga > Murcia                          | 161   | Freddy Maertens       | Freddy Maertens     |
| 3ª     | 29 aprile | Murcia > Benidorm                          | 200   | Fedor den Hertog      | Freddy Maertens     |
| 4ª     | 30 aprile | Benidorm > Benidorm (cron.individuale)     | 8,3   | Michel Pollentier     | Freddy Maertens     |
| 5ª     | 1º maggio | Benidorm > El Saler                        | 159   | Freddy Maertens       | Freddy Maertens     |
| 6ª     | 2 maggio  | Valencia > Teruel                          | 170   | Freddy Maertens       | Freddy Maertens     |
| 7ª     | 3 maggio  | Teruel > Alcalà de Xivert                  | 204   | Freddy Maertens       | Freddy Maertens     |
| 8ª     | 4 maggio  | Alcalà de Xivert > Tortosa                 | 141   | Freddy Maertens       | Freddy Maertens     |
| 9ª     | 5 maggio  | Tortosa > Salou                            | 144   | Freddy Maertens       | Freddy Maertens     |
| 10ª    | 6 maggio  | Salou > Barcellona                         | 144   | Cees Priem            | Freddy Maertens     |
| 11ª-1ª | 7 maggio  | Barcellona > Barcellona (cron.individuale) | 3,8   | Freddy Maertens       | Freddy Maertens     |
| 11ª-2ª | 7 maggio  | Barcellona > Barcellona                    | 45    | Freddy Maertens       | Freddy Maertens     |
| 12ª    | 8 maggio  | Barcellona > Santa Margarida de Montbui    | 198   | Giuseppe Perletto     | Freddy Maertens     |
| 13ª    | 9 maggio  | Igualada > La Seu d'Urgell                 | 135   | Freddy Maertens       | Freddy Maertens     |
| 14ª    | 10 maggio | La Seu d'Urgell > Monzón                   | 200   | Carlos Melero         | Freddy Maertens     |
| 15ª    | 11 maggio | Monzón > Formigal                          | 166   | Pedro Torres          | Freddy Maertens     |
| 16ª    | 12 maggio | Formigal > Cordovilla                      | 170   | Freddy Maertens       | Freddy Maertens     |
| 17ª    | 13 maggio | Cordovilla > Bilbao                        | 183   | Luis Alberto Ordiales | Freddy Maertens     |
| 18ª    | 14 maggio | Bilbao > Urkiola                           | 126   | José Nazabal          | Freddy Maertens     |
| 19ª    | 15 maggio | Durango > Miranda de Ebro                  | 104   | Freddy Maertens       | Freddy Maertens     |
| Totale | Totale    | Totale                                     | 2 785 |                       |                     |

## Squadre e corridori partecipanti
Le 7 squadre partecipanti alla gara furono:
| N.    | Cod. | Squadra           |
| ----- | ---- | ----------------- |
| 1-10  | KAS  | KAS-Campagnolo    |
| 11-20 | FRI  | Frisol-Gazelle    |
| 21-30 | NOV  | Novostil-Gios     |
| 31-40 | EBO  | Ebo-Superia       |
| 41-50 | TEK  | Teka              |
| 51-60 | FLA  | Flandria-Velda    |
| 61-70 | MAG  | Magniflex-Torpado |

## Classifiche finali

### Classifica generale - Maglia oro
| Pos. | Corridore             | Squadra   | Tempo     |
| ---- | --------------------- | --------- | --------- |
| 1    | Freddy Maertens       | Flandria  | 78h54'36" |
| 2    | Miguel María Lasa     | Teka      | a 2'51"   |
| 3    | Klaus-Peter Thaler    | Teka      | a 3'23"   |
| 4    | Domingo Perurena      | KAS       | a 4'45"   |
| 5    | José Luis Viejo       | KAS       | a 5'14"   |
| 6    | Michel Pollentier     | Flandria  | a 5'35"   |
| 7    | Gary Clively          | Magniflex | a 7'06"   |
| 8    | José Pesarrodona      | KAS       | a 9'32"   |
| 9    | Pedro Torres          | Teka      | a 10'29"  |
| 10   | José Antonio González | KAS       | a 11'18"  |

### Classifica a punti
| Pos. | Corridore          | Squadra  | Punti |
| ---- | ------------------ | -------- | ----- |
| 1    | Freddy Maertens    | Flandria | 369   |
| 2    | Klaus-Peter Thaler | Teka     | 173   |
| 3    | José Luis Viejo    | KAS      | 131   |

### Classifica scalatori
| Pos. | Corridore    | Squadra     | Punti |
| ---- | ------------ | ----------- | ----- |
| 1    | Pedro Torres | Teka        | 134   |
| 2    | Andrés Oliva | KAS         | 115   |
| 3    | Ludo Loos    | Ebo-Superia | 91    |

### Classifica dei traguardi volanti
| Pos. | Corridore        | Squadra  | Punti |
| ---- | ---------------- | -------- | ----- |
| 1    | Freddy Maertens  | Flandria | 15    |
| 2    | Javier Elorriaga | Teka     | 8     |
| 3    | Luis Ocaña       | Frisol   | 6     |

### Classifica a squadre
| Pos. | Squadra           | Tempo      |
| ---- | ----------------- | ---------- |
| 1    | Teka              | 236h14'43" |
| 2    | KAS-Campagnolo    | a 50"      |
| 3    | Flandria-Velda    | a 39'37"   |
| 4    | Frisol-Gazelle    | a 1h15'41" |
| 5    | Magniflex-Torpado | a 1h30'14" |